# Vladimir Lortchenkov
Œuvres principales
- Des mille et une façons de quitter la Moldavie
- Les Aventures de Séraphim, prophète moldave oublié des dieux
- Le Dernier Amour du lieutenant Petrescu

Vladimir Lortchenkov (en russe : Владимир Владимирович Ло́рченков), né le 14 février 1979 à Chișinău, est un romancier, nouvelliste et journaliste moldave de langue russe. 
Il vit depuis 2014 à Montréal (Canada) avec sa femme et ses deux enfants.

## Biographie
Fils d'un officier de l'armée rouge et d'une employée de bibliothèque, il passe ses douze premières années au gré des affectations de son père, dans plusieurs nations de l'Union soviétique (Biélorussie, Ukraine et Russie - y compris la Sibérie et le Grand Nord) et dans certains pays alliés (Hongrie et Mongolie), avant que sa famille ne se fixe définitivement à Chisinau, en Moldavie, entre 1991 et 1994.
Diplômé de l'université d'État de Moldavie en journalisme, il commence à publier des textes littéraires à partir de 2002 dans les journaux ou revues Novy Mir, Znamia, Oktyabr, Volga, Neva, Novaya Yunost et Oural, tout en pratiquant le métier de journaliste d'abord au bureau régional de la Komsomolskaïa Pravda, puis pour divers organes de presse moldaves ou russes, se spécialisant dans les affaires de crime et de corruption, avant de devenir responsable de la communication d'une société de tourisme.
Dès 2005, le critique littéraire russe Andreï Ouritzky dit de lui : « Il a prouvé une fois de plus la vitalité de la langue russe sur un sol non russe ».
En 2007, il est l'un des invités des rencontres de Peredelkino, permettant des échanges entre éditeurs et auteurs russophones de l'ensemble de l'ex-Union soviétique, au cours de laquelle il formule une première ébauche de théorie littéraire à propos de la littérature russe produite hors de Russie. Il continue depuis à s'exprimer régulièrement sur ce sujet.
Il accède à une relative notoriété avec la publication de son roman Все там будем (Tout ce qu'il y aura) en 2008, traduit en douze langues au cours des années qui suivent (Des mille et une façons de quitter la Moldavie en 2014 en français). Le ton général du roman, farceur et irrévérencieux vis-à-vis de la Moldavie contemporaine, lui vaut quelques tracasseries policières et judiciaires en 2010.
Le climat politique se dégradant en Moldavie à partir du début de la guerre civile en Ukraine, Vladimir Lortchenkov finit par émigrer au Canada en 2014, où il trouve un emploi de docker à Montréal, tout en poursuivant son travail d'écriture,,.
Trois de ses romans ont été traduits en français en 2016.
Depuis l'arrivée au Canada il publie quatre livres dont les plus remarquables sont le roman satirique sur l'immigration, le séparatisme québécois et la République Indépendante du Québec ("Taun Daun", "Eksmo", 2017)  et "Le roman Bessarabien" dont le sujet touche l'histoire de la famille Moldave en cours des trois derniers siècles ("Vremya", 2023).

## Traductions
En 2023 il commence à publier les traductions des œuvres des écrivains français entre-deux-guerres. À l'été 2023 le magazine littéraire "Opustoshitel" de la maison d'édition russe "Opustoshitel" qui se spécialise sur la littérature française, publie les extraits de sa traduction de Les Décombres de Lucien Rebatet.
En décembre 2023 sa traduction de "Dialogue des "vaincus" de Lucien Rebatet et Pierre-Antoine Cousteau apparaît dans la maison d'édition russe "Totenburg".

## Œuvres
- Хора на выбывание, roman, 2002 - Prix Debut.
- Усадьба сумасшедших, nouvelles, AST, 2004.
- Самосвал, roman, LiveBook, Moscou, 2007.
- Все там будем, roman, LiveBook, Moscou, 2008 - Revu et corrigé : Молоко и мёд, 2010 
  - Traduction française par Raphaëlle Pache : Des mille et une façons de quitter la Moldavie, Mirobole Editions, 2014.
- Букварь, roman, LiveBook, Moscou, 2008.
- Время ацтеков, roman, AST, 2009.
- Прощание в Стамбуле, roman, AST, 2009.
- Большой куш, roman, AST, 2009.
- Клуб бессмертных, roman, AST, 2009.
- Галатея или последний роман для девственников, roman, Eksmo, 2010.
- Табор уходит, roman, Eksmo, 2010 
  - Traduction française par Raphaëlle Pache : Camp de gitans, Mirobole Editions, 2015 - rééd. Les Aventures de Séraphim, prophète moldave oublié des dieux, Pocket, 2016.
- Последняя любовь лейтенанта Петреску, roman, 2013 
  - Traduction française par Raphaëlle Pache, Le Dernier Amour du lieutenant Petrescu, Agullo Editions, 2016.
- Возвращение в Афродисиас, roman, 2014.
- Гавани луны[13], roman, 2016.
- Ночь в Кербе, roman, Eksmo, 2018.
- Таун Даун, roman, Eksmo, 2018.
- Копи Царя Соломона, roman, Eksmo, 2018.
- Бессарабский роман, roman, Vremya, 2023.